# Palazzo Schifanoia

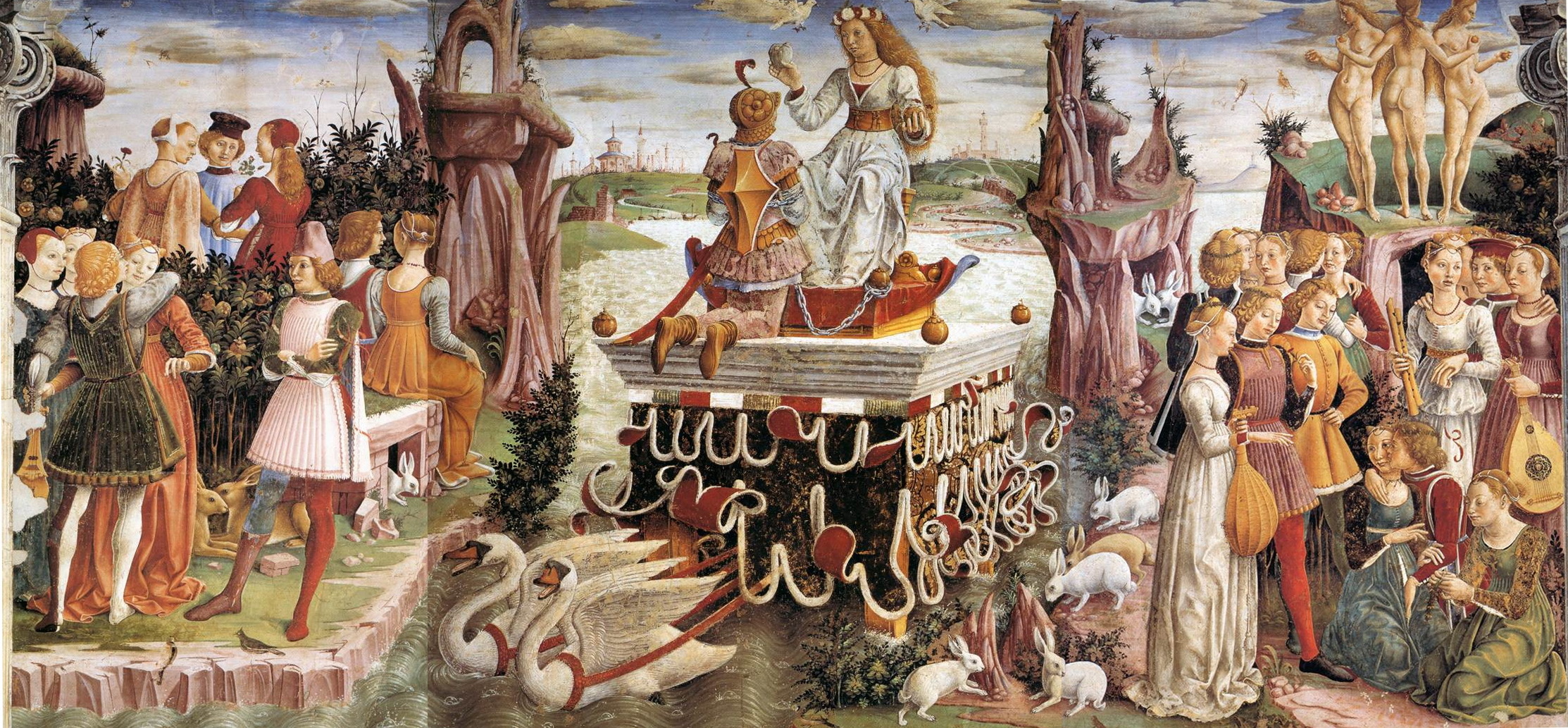
Triomf de Venus, de Francesco del Cossa

El Palazzo Schifanoia és un edifici de Ferrara, construït el 1385, avui seu d'un museu.
Es va construir per mandat d'Alberto V d'Este i després transformat i ampliat especialment a l'època de Borso d'Este. El nom volia subratllar el seu caràcter divertit (literalment "que esquiva l'avorriment"). El 1493 va ser completat per Biagio Rossetti.
La façana es caracteritza per un gran portal de marbre esculpit, remuntant-se al 1470. Dins del museu la visita comença per la part més antiga, del segle xiv, on s'ofereixen diverses col·leccions (pintures, bronzes, voris, incrustacions de fusta, ceràmica i medalles).
El palau és especialment famós pels frescos de la sala dels mesos (Salone dei Mesi), incloent-hi el cicle pictòric més important del quattrocento italià. Dissenyat per Cosmè Tura i per l'astròleg Pellegrino Prisciani, van participar col·lectivament els millors pintors de l'Escola de Ferrara, entre ells Francesco del Cossa i Ercole de Roberti. El nom es deriva de les personificacions de mesos de l'any, cada un del qual es correspon a un símbol del zodíac i les al·legories relacionades amb la feina. La part més baixa està decorada amb Episodis de la vida de Borso d'Este i la part alta amb els Triomfs dels déus. Només hi han els mesos de Març a Setembre, ubicats en el sentit contrari de les agulles del rellotge.
La següent sala de les virtuts presenta un sostre significatiu amb cofres d'or i pintures, obra de Domenico Paris, segle xv. Estan representades les virtuts cardinals i les virtuts teològiques entre els escuts d'armes dels Este.

## Galeria

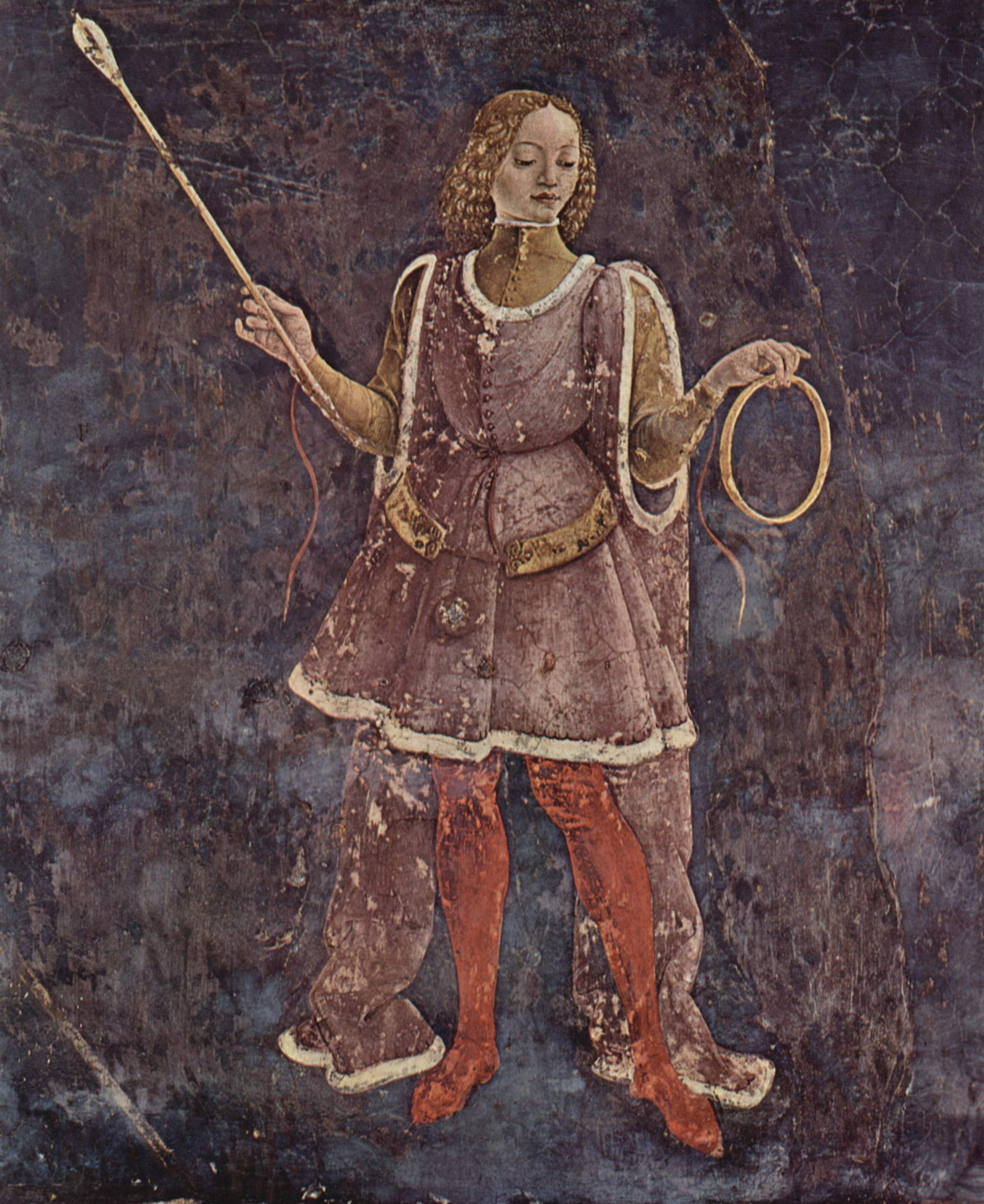
Decano de la dreta del Mes de Març
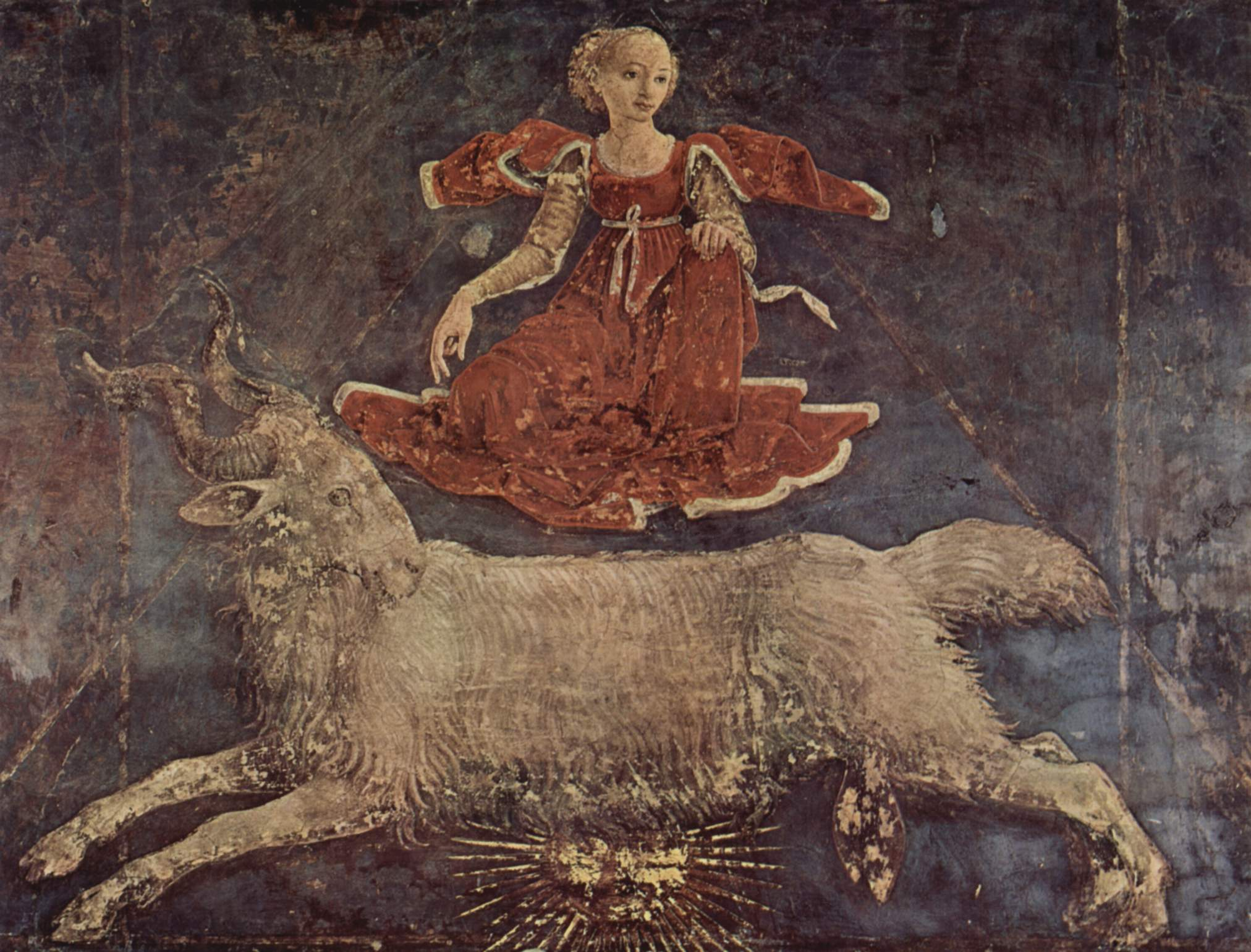
Decano central del Mes de Març
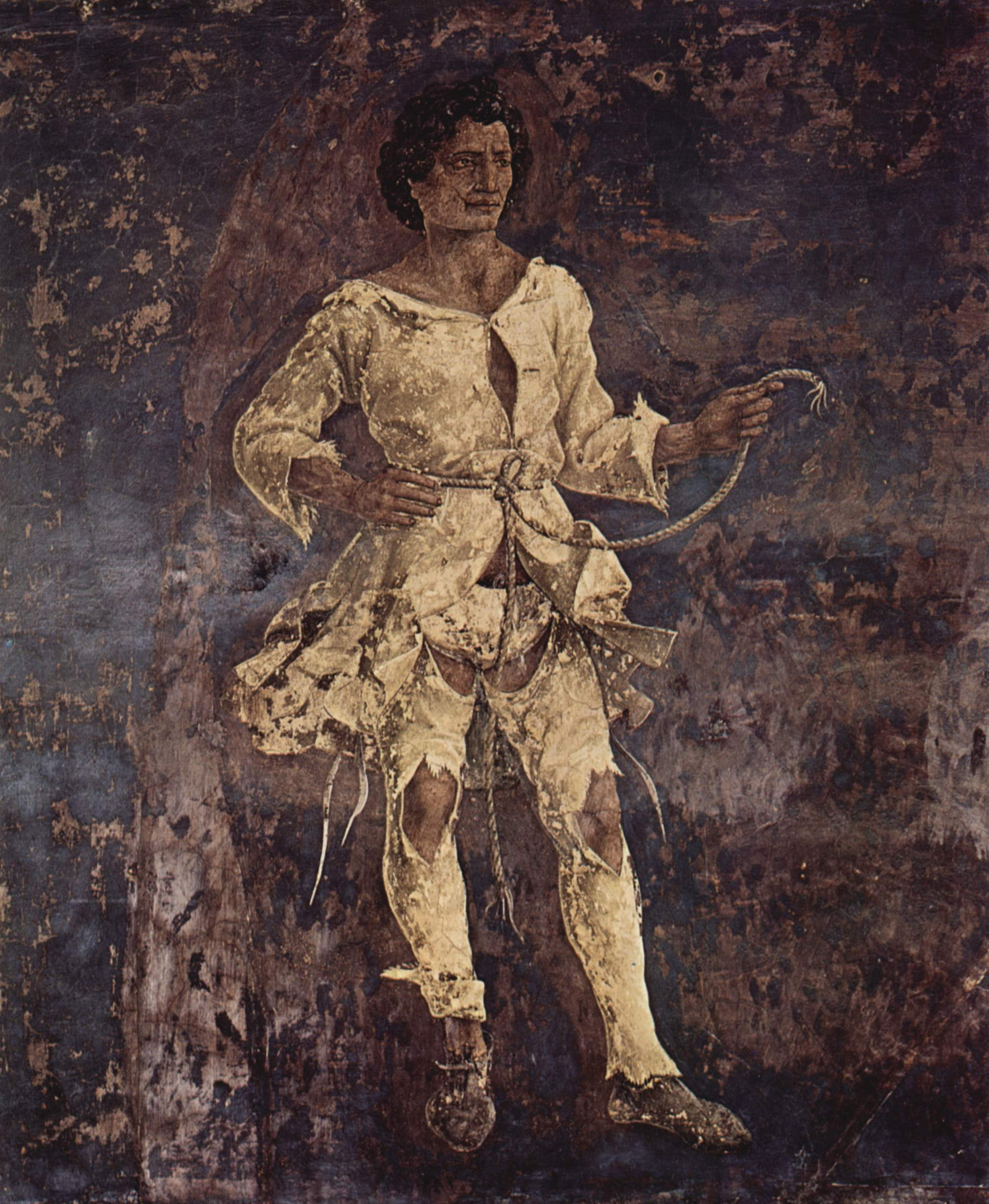
Decano de l'esquerra del Mes de Març
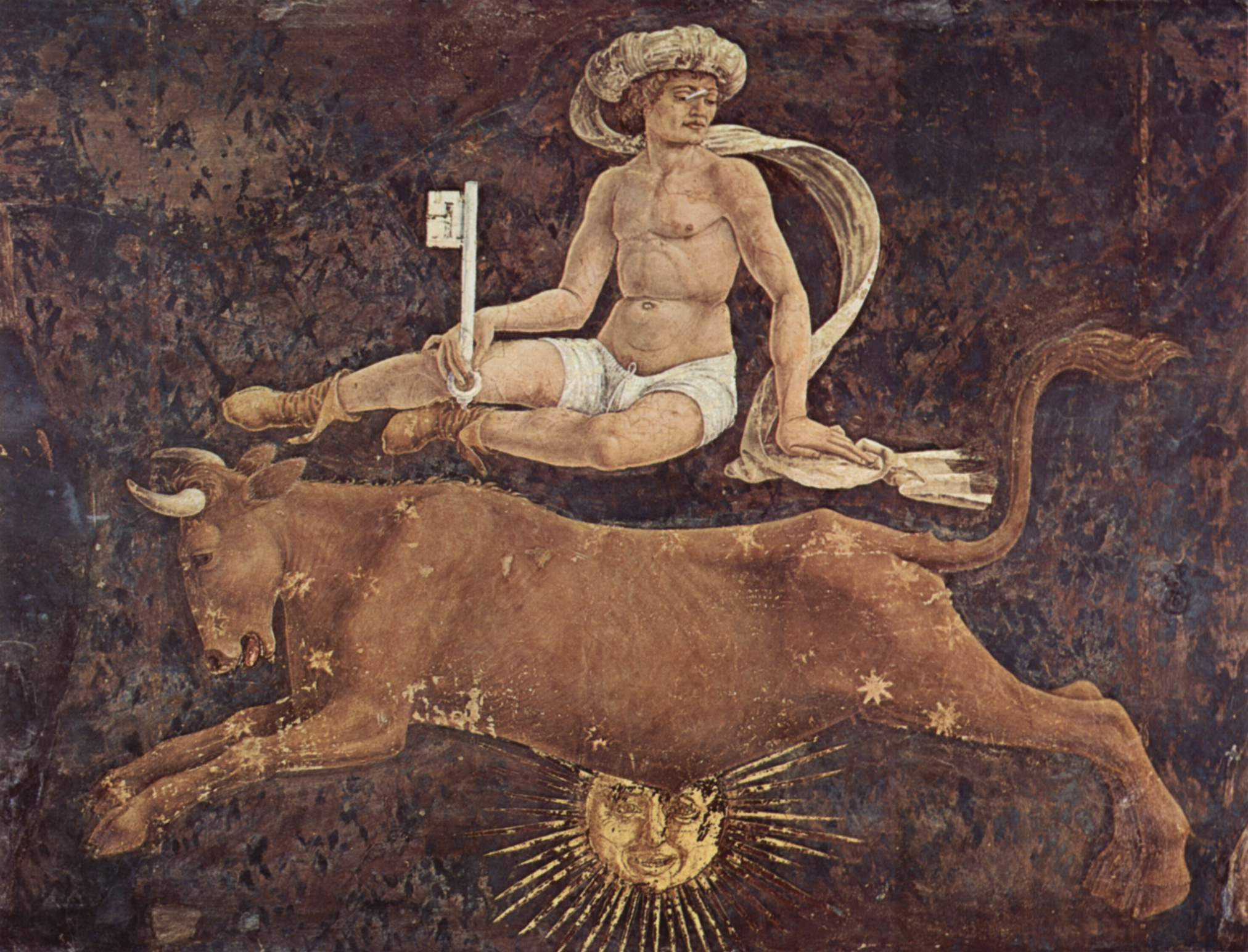
Decano de la dreta del Mes d'Abril
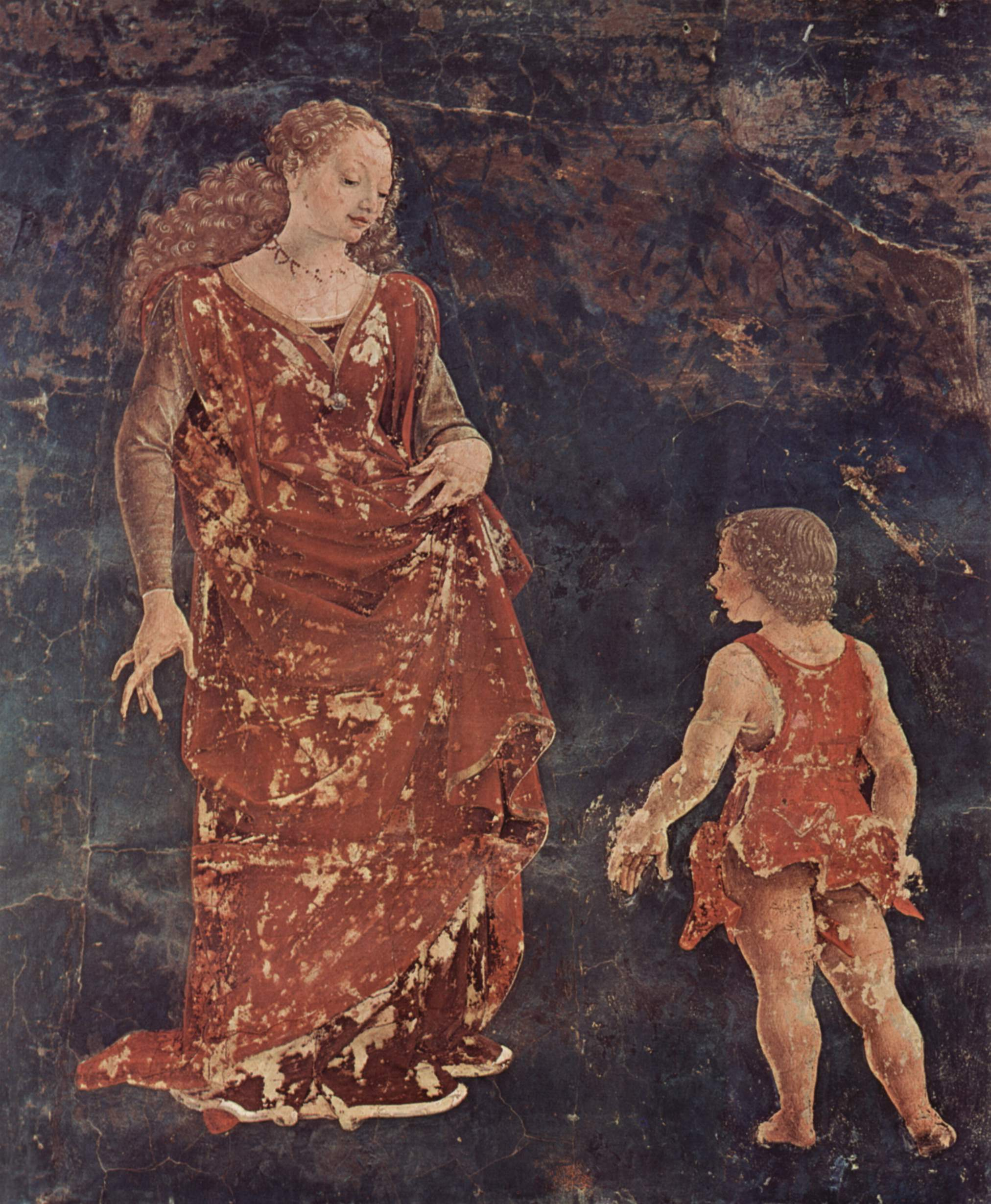
Decano de l'esquerra del Mes d'Abril
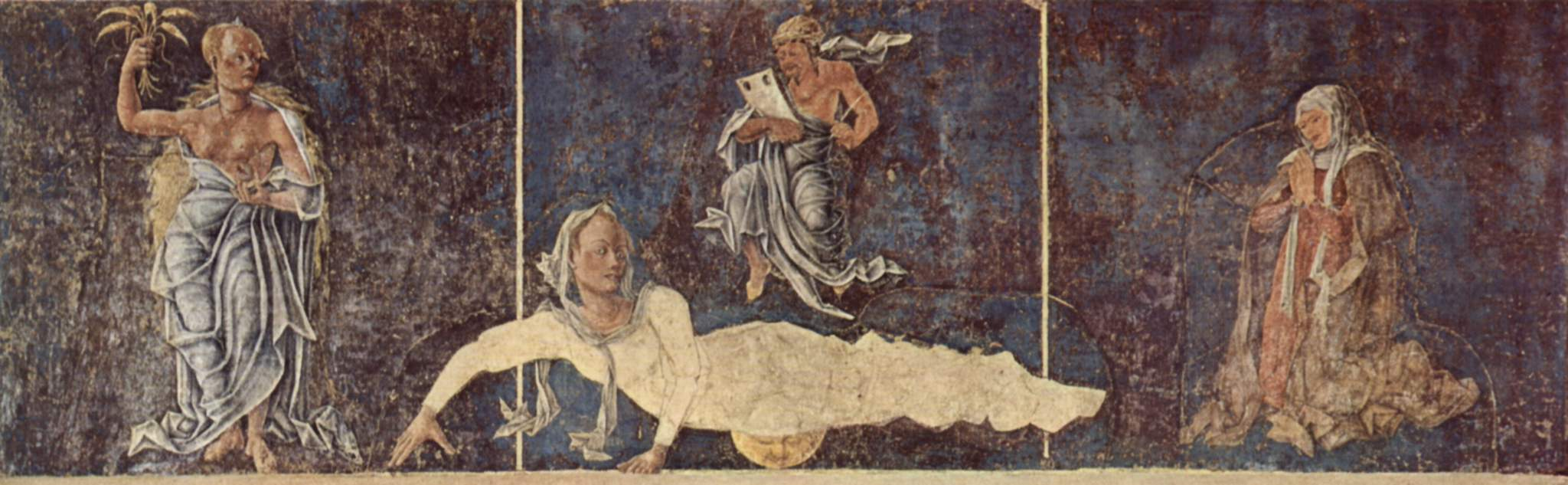
Decani del Mes d'Agost